# 波特兰计划
波特兰计划（英語：Portland Project）的发起是为了争取Linux在桌面市场占有更多的份额。由于太多原因导致用户不愿意接纳Linux发行版，波特兰计划应运而生。
Tango桌面计划致力于为用户提供更为一致的图形界面体验。而波特兰计划是为了让独立软件提供者更容易移植桌面应用到不同的Linux桌面，该计划的目标是使软件开发者不必过多考虑发行版的桌面环境，从而开发出更通用的Linux桌面应用，正如Microsoft Windows和Mac OS X的桌面应用一样，而不是更面向某一特定的桌面环境，比如KDE或GNOME。
波特兰计划在2017年发布了一套桌面环境通用界面Portland 1.0 (xdg-utils)。
Alex Graveley(GNOME)和George Staikos(KDE)作为该计划的两个行动组的领导将注重独立软件提供者的反馈和整合的可行性，并尽力建立一个可实现的草案。
波特兰计划也将力争成为未来Linux Standard Base 4.0的一部分。
波特兰计划的发起会议由开源开发实验室的桌面Linux工作组组织，在美国俄勒冈州的波特兰举行。会议开始时，Novell公司的Nat Friedman提議了这一计划的名字：“既然我们身处此地波特兰……不如就叫波特兰计划？”